# Мищенко, Виктор Тимофеевич
}}
Виктор Тимофеевич Мищенко (8 марта 1928, Винодельное — 24 декабря 1995, Барнаул) — советский государственный и общественный деятель. Член КПСС; второй секретарь Алтайского крайкома КПСС (1976—1983); делегат XXIII, XXIV, XXVI, XXVI съездов КППС. Делегат XVI и XVII съездов профсоюзов СССР. Председатель Алтайского крайисполкома (1983—1987). Депутат Совета Национальностей Верховного Совета СССР 11 созыва (1984—1987) от Шебалинского избирательного округа Горно-Алтайской АО. Депутат Верховного Совета РСФСР 10 созыва от Заринского избирательного округа Алтайского края. Кандидат экономических наук.

## Биография
Родился 8 марта 1928 году в селе Винодельное Виноделенского района Ставропольского округа Северо-Кавказского края (ныне — г. Ипатово Ипатовского района Ставропольского края) в семье типографского рабочего. В 1946 г. закончил Сотниковскую среднюю школу Благодарненского района на все пятёрки, но из-за отсутствия в школе преподавания иностранного языка, медали не получил. В 1951 году окончил Ростовский институт инженеров железнодорожного транспорта по специальности инженер-механик и по распределению был направлен на Барнаульский вагоноремонтный завод. В течение десяти лет работал мастером, технологом, заместителем начальника и начальником цеха, начальником производственного отдела. В 1961 году стал секретарём парткома вагоноремонтного завода, с 1963 года — первый секретарь Железнодорожного райкома КПСС г. Барнаула, с осени 1965 года — первый секретарь Рубцовского горкома КПСС Алтайского края. В октябре 1971 года избран секретарём (по вопросам строительства), в апреле 1976 года — вторым секретарём Алтайского крайкома КПСС. В апреле 1983 — апреле 1987 годов — председатель исполнительного комитета Алтайского краевого Совета народных депутатов.
С 1966 года — член крайкома КПССС марта 1965 года по весну 1977 года — депутат Алтайского краевого Совета трудящихся 10-15 созывов. С июля 1977 года по апрель 1987 — депутат Алтайского краевого Совета народных депутатов 16-19 созывов.
В 1971 году заочно окончил аспирантуру Института экономики и организации промышленного производства Сибирского отделения Академии наук СССР и защитил диссертацию на тему «Социально-экономические проблемы создания постоянных кадров в промышленности города (на примере г. Рубцовска, Алтайского края)», научный руководитель — к.э.н., доцент Е. Г. Антосенков, и ему была присуждена учёная степень кандидата экономических наук.
После ухода с советской и партийной деятельности работал в Алтайской лаборатории экономических и социальных исследований Института экономики и организации промышленного производств СО РАН. При его непосредственном участии были проведены социологические исследования по проблемам текучести кадров в промышленности, реформировании производственных отношений в агропромышленном регионе.
Автор более 30 печатных работ по экономике и социологии Алтайского края, Сибири, в том числе 3 монографий. Главный редактор «Энциклопедии Алтайского края в 2 томах» — Барнаул, Алтайское книжное изд-во, 1995—1996 годы.

## Итоги деятельности
Возглавляя Рубцовскую партийную организацию, В. Т. Мищенко внёс большой вклад в развитие города и, прежде всего, в реконструкции заводов. Объём жилищного строительства увеличился более чем в 2 раза, были построены котельные, больницы, техникумы, школы и детские сады. В городе был запущен троллейбус (первый в крае), построен широкоформатный кинотеатр и другие коммунальные и социальные объекты.
В 1970-е гг. возглавлял рабочие штабы по строительству Заринского коксохимического завода (сейчас — ОАО «Алтай-кокс»), города -курорта Белокуриха. Также инициировал строительство второго моста через Обь в Барнауле, Чарышского группового водопровода (для обеспечения качественной водой жителей степной зоны региона). Активно содействовал проведению Шукшинских чтений (с 1976 года) в общероссийском масштабе.

## Память
В июле 2015 года в г. Белокурихе В. Т. Мищенко на здании санатория «Катунь» установлена памятная барельефная доска (автор — Э. Добровольский) как одному из создателей современного сибирского курорта.

## Награды
- орден Ленина (1971)
- два ордена Трудового Красного Знамени (1966, 1981)
- Орден «Знак Почёта» (1976)
- медали: «За доблестный труд» (1970), «За освоение целинных земель» (1972).